# Stygophrynus longispina
Stygophrynus longispina är en spindeldjursart som beskrevs av Kraepelin 1895. Stygophrynus longispina ingår i släktet Stygophrynus och familjen Charontidae. Inga underarter finns listade i Catalogue of Life.